# Gorjanci - Radoha
Gorjanci - Radoha este o arie protejată (arie specială de conservare — SAC, sit de importanță comunitară — SCI) din Slovenia întinsă pe o suprafață de 11.799,43 ha, integral pe uscat.

## Localizare
Centrul sitului Gorjanci - Radoha este situat la coordonatele 45°48′19″N 15°23′28″E / 45.8054°N 15.391°E.

## Înființare
Situl Gorjanci - Radoha a fost declarat sit de importanță comunitară în aprilie 2004 pentru a proteja 1 specie de plante și 10 specii de animale. Situl a fost protejat și ca arie specială de conservare în februarie 2012.

## Biodiversitate
Situată în ecoregiunea continentală, aria protejată conține 3 habitate naturale: Pajiști uscate seminaturale și facies de acoperire cu tufișuri pe substraturi calcaroase (Festuco-Brometalia) (* situri importante pentru orhidee), Păduri de fag Luzulo-Fagetum, Păduri ilirice de Fagus sylvatica (Aremonio-Fagion).
La baza desemnării sitului se află mai multe specii protejate:
- plante (1): papucul doamnei (Cypripedium calceolus)
- mamifere (4): liliac cârn (Barbastella barbastellus), râs eurasiatic (Lynx lynx), liliac cu urechi mari (Myotis bechsteinii), urs brun (Ursus arctos)
- nevertebrate (6): Austropotamobius torrentium, fluturele-tigru (Callimorpha quadripunctaria), Cordulegaster heros, Leptidea morsei, croitorul cenușiu al stejarului (Morimus funereus), Rosalia alpina